# Synapturichthys kleinii
Synapturichthys kleinii är en fiskart som först beskrevs av Risso 1827.  Synapturichthys kleinii ingår i släktet Synapturichthys och familjen tungefiskar. Inga underarter finns listade i Catalogue of Life.